# Ceratitis stictica
Ceratitis stictica
 es una especie de insecto del género Ceratitis de la familia Tephritidae del orden Diptera. 
Mario Bezzi la describió científicamente por primera vez en el año 1909.